# Confédération des âmes
 (juillet 2011).
Si vous disposez d'ouvrages ou d'articles de référence ou si vous connaissez des sites web de qualité traitant du thème abordé ici, merci de compléter l'article en donnant les références utiles à sa vérifiabilité et en les liant à la section « Notes et références ».
La Confédération des âmes est un principe philosophique élaboré par Théodule Ribot et Pierre Janet : deux philosophes faisant partie d'un mouvement de pensée : les médecins philosophes. 

## Le principe
La théorie prétend que chaque homme n'a non pas une seule âme, comme le prétendent les religions monothéistes, mais une multiplicité. Ces différentes âmes sont régies par une âme "reine", appelée âme hégémonique.
La théorie s'appuie sur le fait que nous avons tous une infinité de désirs et de réactions par rapport au monde, et qu'il serait illusoire et trop simple de croire que l'âme soit unique. 
Ces âmes multiples seraient en combat permanent, et ce tiraillement permettrait de stabiliser nos réactions et nos désirs. Chaque homme doit trouver une âme hégémonique adéquate.